# Episodi di ReGenesis (quarta stagione)
La quarta stagione della serie televisiva ReGenesis è stata trasmessa in anteprima in Canada da The Movie Network tra il 3 marzo 2008 e il 25 maggio 2008.
| nº | Titolo originale      | Titolo italiano | Prima TV Canada | Prima TV Italia |
| -- | --------------------- | --------------- | --------------- | --------------- |
| 1  | TB or not TB          |                 | 3 marzo 2008    |                 |
| 2  | La Consecuencia       |                 | 9 marzo 2008    |                 |
| 3  | Hep Burn and Melinkov |                 | 16 marzo 2008   |                 |
| 4  | The Kiss              |                 | 23 marzo 2008   |                 |
| 5  | Suspicious Minds      |                 | 30 marzo 2008   |                 |
| 6  | Race Fever            |                 | 6 aprile 2008   |                 |
| 7  | Hearts and Minds      |                 | 13 aprile 2008  |                 |
| 8  | Brood 14              |                 | 20 aprile 2008  |                 |
| 9  | Unbottled             |                 | 27 aprile 2008  |                 |
| 10 | What It Feels Like    |                 | 4 maggio 2008   |                 |
| 11 | Bloodless             |                 | 11 maggio 2008  |                 |
| 12 | The Sounds of Science |                 | 18 maggio 2008  |                 |
| 13 | The Truth             |                 | 25 maggio 2008  |                 |